# Dominique Blanc-Francard
Pour les articles homonymes, voir Blanc-Francard.
Dominique Blanc-Francard, né le 14 septembre 1944 à Rueil-Malmaison, est un ingénieur du son et producteur de musique français. Il est le frère de Patrice Blanc-Francard et le père d'Hubert Blanc-Francard (du groupe Cassius) et de Mathieu Blanc-Francard (Sinclair).

## Biographie
Fils de Jean-Marie Blanc-Francard, ingénieur de la Radiodiffusion-télévision française, et d'Hélène Franco, il est, dans sa jeunesse, le guitariste rythmique puis le bassiste du groupe Les Pingouins, de Marly-le-Roi (Yvelines), dont la carrière est brève (1962-1963) avec quatre EP 45 t enregistrés.
Entre 1970 et 1973, il est ingénieur du son aux studios du château d'Hérouville de Michel Magne, où il fait débuter Andy Scott. Il y enregistre son album solo Ailleurs, en 1972 :
Pendant les trois années passées dans cette épuisante et passionnante aventure, j'aurai eu la chance de rencontrer, d'admirer et d'enregistrer des talents mondiaux tels que Pink Floyd, Elton John, David Bowie, Cat Stevens, T.Rex, des producteurs brillants comme Paul Samwell-Smith, Gus Dudgeon et Tony Visconti, qui m'a montré enfin ce qu'était un vrai son de rock'n'roll.
Il collabore notamment avec Brigitte Fontaine et Areski Belkacem dont il mixe les albums Les églantines sont peut-être formidables (1980) et Rue Saint Louis en l'île (2004).
Après diverses expériences à Aquarium et Continental Studios, l’un des premiers studios numériques, Dominique Blanc-Francard connaît un très grand succès, en 1992, en réalisant Engelberg de Stephan Eicher, vendu à un million d’exemplaires.
En 1992, il remporte la Victoire de la musique, catégorie Ingénieur du son de l'année pour Seul dans ton coin de David McNeil et Amours secrètes... Passion publique de Julien Clerc.
Depuis 1995, avec Bénédicte Schmitt, ingénieure du son et réalisatrice, il tient le studio Labomatic à Paris.
Le 10 juin 2016, Dominique Blanc-Francard sort l'album It's a Teenager Dream pour lequel il a convié 15 interprètes (Françoise Hardy, Jean-Louis Aubert, Stephan Eicher, Benjamin Biolay, Carla Bruni, Salvatore Adamo, Hubert Mounier...) à enregistrer les chansons qui lui ont donné envie de consacrer sa vie à la musique.